# Загудаевка
Загуда́евка — село в Тетюшском сельском поселении Ульяновского района Ульяновской области.

## История
Основано в конце XVII века.
Нынешнее село Загудаевка сложилось из двух совершенно самостоятельных половин: северной — по левой стороне р. Сухого Бирюча и южной — по правую сторону той речки. Исторических сведений о южной половине до генерального межевания (1795) нет, когда она принадлежала Афонасию Степановичу Мещеринову; между тем она то и послужила началом села Загудаевки. Северная половина, в течение многих лет, составляла наследственную вотчину Симбирских дворян Лукиных. Во второй половине 17-го столетия за синбиренином Семёном Афонасьевым Лукиным; состояло, по разным дачам, недвижимое имение в Симбирском уезде, в существовавшей уже тогда деревне Загудавке. К 1694 году Семёна Лукина убили разбойники и после него остались четыре сына: Иван, Максим, Алексей и Лукъян. В 1704 году между братьями было разделено отцовское имение: по равным частям (как велико было имение Семена Лукина сведений нет) и в переписных книгах 1710 года дворовые люди и крестьяне писаны за Иваном и Максимом, потому что два младших брата, по малолетству, жили: Алексей — у Ивана, Лукъян — у Максима. По переписным книгам 1719 года Загудаевка числилась за Алексеем и Максимом Лукиными, а по первой ревизии, бывшей в 1725 году — за Максимом и Лукъяном Лукиными. В 1736 году Максим умер бездетным и, по завещанию, оставил все своё имущество племяннику Ивану и жене своей Автотье «написав первому в Синбирском уезде, в деревне Загудаевке старинных крепостных крестьян 9 с женами и детьми, а жене — в том же уезде, в селе Богородском, Матюнино тож, купленных людей 5 душ, да земли 40 четвертей, да из деревни Загудаевки взять ей двух девок и вдову, а племяннику Ивану взять из села Матюнина 4 души с семействами и 5 четвертей земли; а жить им, Ивану да Авдотье, в доме его, в деревне Загудаевке». В 1738 году Иван Иванов Лукин умер; в Загудаевке осталась жить его старшая сестра Февронья, выданная в 1726 году замуж за Каменева и тогда Лукъян Семенов стал оспаривать имение, оставшееся после Ивана Иванова, завещанное ему Максимом Семеновым. Между тем во время спора Февронья Ивановна продала часть имения двоюродному брату, подполковнику Архипу Алексеевичу Лукину, а по смерти своей, последовавшей после 1750 года, остальное имение завещала сыну, флота секретарю Сергею Петровичу Каменеву; а он все это продал, в 1755 году, Акиму Лукъяновичу Лукину, который и справлен в 1760 году помещиком при д. Загудаевке. Во время генерального межевания (в 1769 г.) за вдовою Акима Лукъяновича Лукина, Марьею Алексеевною, числилось в д. Загудаевке 141 душа крестьян (30 дворов) и тогда в общем с нею владении состояли: секунд-майор Прохор Алексеевич Лукин — 53 душ (19 дворов), тит. сов. Сергей Архипович Лукин — 30 душ (7 дворов) и поручица Марья Дмитриевна Лукина — 59 душ (12 дворов). У них земли было всего 2676 дес. 49 саж.
Кол. асс. Афонасий Степанович Мещеринов, до 1774 года имел в д. Загудаевке 150 четвертей (225 десятин) земли и души крестьян, а в 1774 году межевая канцелярия продала у 1000 десятин «из смежной порозжей казённой земли в урочищах по р. Сухому Бирючу, что в степи, по обе стороны, Карлинской дороги к селу Нагаткину и вверх по р. Сухому Бирючу, от конец поля до Ишеевской слободы, за деревню Бреховку». Генеральное межевание в этой половине с. Загудаевки производилось в 1776 году и у А. С. Мещеринова по документам должно было быть всего 1225 десятин; между тем оказалось 2651 дес. 508 саж., крестьян же за ним числилось 138 душ. Это количество земли ему было оставлено, хотя оно и превышало пятнадцатидесятинную пропорцию.
При создании Симбирского наместничества в 1780 году, село Богородское Загудаевка тож, вошло в состав Симбирского уезда.
В 1824 году Димитрием Алексеевичем Козловым был построен каменный храм. Престол — в честь Казанской иконы Божьей Матери.
В 1831 году тит. сов. Дмитрий Алексеевич Козлов продал тит. сов. Василий Петровичу Звереву 34 души крестьян и 503 дес. 2047 саж. земли при с. Загудаевки купленная им с публичного торга после покойной его жены, Евгении Прохоровны (урождённой Лукиной).
В 1835 году в с. Загудаевке производилось специальное межевание; тогда здесь было много помещиков, но почти исключительно из рода Лукиных: 1) полковая есаульша Наталья Алексеевна Канабеева (106 душ крестьян и 979 дес. 17 саж.земли), 2) подполковница Анна Васильевна Черноруцкая (52 души и 125 дес. земли), 3) тит. сов. Василий Петрович Зверев (80 душ и 503 дес. 2047 саж. земли, с господским домом), 4) поручица Глафира Прохоровна Сергеева (39 душ и 127 дес. земли), 5) девица Екатерина Петровна Лукина (24 души и 69 дес. 1200 саж.), 6) губ. секр. Анфиса Сергеевна Лукина (14 душ и 40 дес. 840 саж.), 7) дочь её, кол. секр. Александра Егоровна Ружевская 39 душ и 254 дес. 2210 саж.) 8) подпоручица Елена Сергеевна Порчагова (7 душ и 36 дес. земли), 9), капитанша Александра Степановна Богданова (24 души и 125 дес. 2311 саж.), 10) майор Михаил и сестра его Александра Павловичи Лукины (131 душа и 703 дес. 1988 саж. земли) и во второй половине 11) поручица Марья Афонасьевна Столыпина (179 душ и 2651 дес. 508 саж. земли).
В 1840 году А. В. Черноруцкая подарила дочери своей, губ. секр. Ольге Алексеевне Дурасовой, 48 душ и 252 дес. земли, полученный ею по купчим от матери, Глафиры Прохоровны Сергеевой (урождённой Лукиной) и от капитанши Александры Степановны Богдановой; Дурасова все это имение продала, в 1846 году, тит. сов. Василию Петровичу Звереву.
На 1859 год с. Загудаевка (Богородское), по тракту из г. Симбирска в с. Астрадамовку, входило в 1-й стан Симбирского уезда Симбирской губернии, в котором имелось: церковь, конный завод и три маслобойни.
Н. А. Канабеева продала: 1) в 1864 году — губ. секр. Василию Андреевичу Бестужеву 800 десятин, а он подарил их, в 1872 году, своей жене Марье Петровне, по второму мужу Сабуровой, которая в 1883 году ещё купила при с. Загудаевке 402 дес., 1350 саж. у жены кол. сов. Екатерины Петровны Бестужевой. Все это имение (1202 дес. 1350 саж.) перешло от М. П. Сабуровой, в 1902 году, по её завещанию, к её мужу, тайн. сов. Николаю Петровичу Сабурову и 2) в 1871 году — крестьянину Илье Тереньтьевичу Вехову 141 дес. 234З саж., а у него их купил, в 1878 году, шт. ротм. Валерьян Никонорович Назарьев и затем, в 1881 году, продал: а) 47 дес. 1581 саж. крестьянину Василию Кондратьевичу Суркову и б) 94 дес. 72 саж. крестьянам Петру и Ивану Юдановым Галочкиным.
От М. А. Столыпиной имение перешло к вдове полковника Варваре Алексанаровне Кахановой, которая в 1865 году подарила 1920 дес. 303 саж. дочери своей, жене кол. сов. Екатерине Петровне Бестужевой, а она в 1883 году продала 402 дес. 1350 саж. Марье Петровне Сабуровой, а остальные 1517 дес. 1353 саж. купил с торгов, в 1885 году, кол. секр. Александр Петрович Языков и затем тоже продал: а) в 1887 — году, дворянам Петру и Марии Петровичам Зверевым 1227 дес.1878 саж. и б) 289 дес. 1875 саж., в 1893 году, дворянке Варваре Никитишне Зверевой, которая продала их в 1897 году, Крестьянскому поземельному банку.
Имение В. П. Зверева перешло к сыну его Петру Васильевичу, а ему наследовала вдова Надежда Николаевна, с сыном Петром и дочерью Мариею; у них, за наделом крестьян, осталось 244 десятины, но затем они купили, как сказано выше, у А. П. Языкова, 1227 дес. 1878 саж.; все это имение, по разделу 1892 года, осталось за Петром Петровичем Зверевым, а он, в 1897 году продал Крестьянскому поземельному банку 1204 дес. 1418 саж. : так что в настоящее время ему принадлежит при с. Загудаевке лишь 415 десятин. А Крестьянский поземельный банк, купив землю у Зверевых, продал её в 1901 году а) обществу крестьян с. Загудаевки, бывших Богдановой — 321 дес. 734 саж., б) товариществу Загудаевских крестьян (46 домохозяев) — 552 дес. З2 саж. и в) второму товариществу тоже Загудаевских крестьян (40 домохозяев) — 331 дес. 35 саж.
При освобождении крестьян, в с. Загудаевке образовалось шесть обществ: 1) бывшие В. А. Кахановой, на 230 ревизских душ, получили 920 десятин земли (23 дес. 1800 саж. усадебной и 896 дес. 600 саж. пашни), 2) бывшие тит. сов. Николая Семеновича Лукина 111 душ приобрели тоже полный надел — 444 десятины (12 дес. 1100 саж. усадебной и 431 дес. 1300 саж. пашни), 3) бывшим А. Е. Ружевской, на 29 душ, отчислили 116 десятин (8 дес. 875 саж. усадебной и 107 дес. 1525 саж. пашни), 4) бывшие А. С. Богдановой, в числе 34 ревизских душ, получили только 73 дес. 1600 саж. (усадебной 5 дес..600 саж. и пашни 68 дес. 1000 саж.), 5) и 6) бывшие Н. А. Канабеевой 95 душ и Н. Н. Зверевой 90 душ перешли на дарственный надел, получив по одной десятине на душу. В настоящее время во всех шести крестьянских обществах с. Загудаевки 275 дворов, а жителей 797 муж. и 800 жен.
Церковь во имя Казанской Божьей Матери построена здесь в 1824 году помещиком Дмитрием Алексеевичем Козловым. Была в с. Загудаевке церковь и в 18-м столетии, но о ней никаких сведений не сохранилось.
Начальная земская школа существует здесь с 1877 года.
Примерно в конце 19 века в этом селе проживала турчанка котрорую прозвали дикой Марой из-за того что она не скем не разговаривала. Муж у нё был русский и после войны с турками привёз её на свою родину, там они и поженились. Мара родила 11 детей 4 девочки и 7 мальчиков. Позднее эти дети стали кулаками (Примечание: кулаки это те люди которые имели крепкое хозяйство). Но потом власти их сослали в ссылку на север лишь из-за того что у них был лишь один крепостной крестьянин работавший на мельнице. Их фамилии были Дикмаровы по прозвищу матери. В ссылке некоторые из них умерли, а некоторые вернулись на родину и схоронили тела своих братьев и сестёр на кладбище в деревне Загудаевке, на родине. И по сей день их поместье состоящие из двух домов видно при въезде в деревню.
Их предки попрежнему живут в той деревне, а некоторые переехали в город Ульяновск и в Москву. Их фамилии изменились они стали: Шиловами, Лобовами, Сачковвами и т. д.  

## Население
| Год  | Число дворов | Число жителей | Примечания                                                                 |
| ---- | ------------ | ------------- | -------------------------------------------------------------------------- |
| 1780 |              | 345           | Ревизских душ, помещиковых крестьян                                        |
| 1859 | 170          | 1363          | 672 муж. и 691 жен.; Церковь православная 1. Завод конный 1. Маслобойни 3. |
| 1900 | 178          | 1204          | волостное правление; н. р.; 618 м. и 686 ж.;                               |
| 1913 | 332          | 1530          | Церковь, 2 часовни, школа, вол. прав.                                      |
| 2010 |              | 338           |                                                                            |

## Интересные факты
- По исследованиям Галины Величкиной, заведующая сектором образовательных программ Ульяновского областного краеведческого музея им. И.А. Гончарова, в Загудаевке родился известный царский кучер Байков, Илья Иванович и дворянин, капитан 1-го ранга, командир линейного корабля «Рафаил» Лукин Дмитрий Александрович, который погиб в ходе Афонского сражения[19][20].

- Маслов Иван Дмитриевич — советский хозяйственный и политический деятель.